# 福田良
福田 良（ふくだ りょう、1979年6月26日 - ）は、日本のレーシングドライバー。福岡県福岡市出身。2001年のフランスF3選手権チャンピオン。
沖学園高等学校卒業。

## 経歴
日本人の父と、ハーフであるアメリカ人の母の次男として生まれる。
1991年にカートレースデビュー。1996年に単身フランスに渡り、フランスの石油会社エルフの主催するレーシングスクール「エルフ・ラ・ラフィリエール」に入学。以後フランスを拠点にレース活動を行う。
1999年にはフランスF3にステップアップ。2000年には、5月7日の第4戦マニクールでポールトゥーウィンを達成。海外F3では1991年のイギリスF3の野田英樹以来2人目、フランスF3では史上初となる日本人ウィナーであった。シーズン中盤までランキングトップに立つが、所属チームの体制混乱に巻き込まれ、シーズン途中でチームの移籍を余儀なくされたことが影響し、チャンピオンを逃す。3年目となる2001年に、日本人初のシリーズチャンピオンを獲得。この年はイギリスF3で佐藤琢磨、ドイツF3で金石年弘がそれぞれシリーズチャンピオンを獲得しており、ヨーロッパの主要F3選手権のうちイタリアを除く3つで日本人がチャンピオンを獲得したことが話題を呼んだ。2001年末にはB.A.Rホンダとテストドライバー契約を結ぶ。
しかし、B.A.Rとの契約直後に、福田をテストドライバーに採用したチームマネージャーのクレイグ・ポロックがチームを解雇され、福田はチームにおける後ろ盾を失った。そのため2002年シーズンは、序盤以降テストでもF1マシンをドライブする機会が殆ど与えられず、福田はチームのプロモーション活動に参加するだけであった。
2003年には日本に帰国し、フォーミュラ・ニッポンにTEAM 5ZIGENより参戦するが、第5戦を終了したところで突然シートを失った。同年ル・マン24時間レースに近藤真彦率いるKONDO Racingから出場し、13位完走。
2004年はフランスのポール・ベルモンド・レーシングと契約し、ワールドシリーズ・バイ・ニッサン（WSN）の開幕戦に出場するが、第2戦以降は欠場。ル・マン24時間レースでは前年に引き続きKONDO Racingから出場するがマシントラブルでリタイアに終わる。この不遇の2年間を福田は自身の公式ウェブサイトにて「レースをやめようと思った」と述懐している。
2005年、フォーミュラ・ルノー3.5へフル参戦し、本格的なレース参戦を再開。同年より始まった2005-2006 A1グランプリに日本チームとして初戦のイギリス戦に参戦した（スプリントレース12位、フィーチャーレース8位。チーム総合21位）。2006年はフォーミュラ・ルノー3.5に参戦。しかし2007年以降はドライバーとしての活動を行っておらず、公式サイトも閉鎖されるなど、事実上レーシングドライバーとしては引退状態となった。
2008年に結婚、子供の誕生により一時育児に専念する。一部メディアでは「板前に転職した」との情報も流れたが、2010年にレーシングドライバーのマネジメント業を中心にレース現場に復帰。2012年には野田英樹が栃木県茂木町に開校する「NODAレーシングアカデミー高等学院」の講師に就任した（2014年現在は退任している）。
2014年5月、オートポリスにて同年のSUPER GT・第3戦と併催で行われた「GTアジアシリーズ」に参戦し、8年ぶりにレースに復帰。シリーズフル参戦すると発表された。
2024年11月、オートポリスで行われた「ゴールドカップレース第6戦」のVITA耐久レースに出場し、久々にサーキットに姿を見せた。本人によれば「数年前までアジア地区での若手ドライバーのアドバイザーを務めていた」が「今は主夫」だといい、今回のレース参戦もあくまで「友人の誘い」で趣味の範囲だとしている。

## レース戦績

### フランス・フォーミュラ3選手権
| 年     | エントラント    | シャーシ        | エンジン | 1      | 2      | 3       | 4      | 5        | 6        | 7      | 8        | 9      | 10     | 11      | 12   | 13     | 14   | 15     | 16       | 17     | 18     | 19      | 20     | 順位 | ポイント |
| ------ | --------------- | --------------- | -------- | ------ | ------ | ------- | ------ | -------- | -------- | ------ | -------- | ------ | ------ | ------- | ---- | ------ | ---- | ------ | -------- | ------ | ------ | ------- | ------ | ---- | -------- |
| 1999年 | Eif La Filière  | マルティニ Mk79 | オペル   | NOG1 8 | NOG2 6 | MAG1 10 | MAG2 7 | PAU1 Ret | PAU2 Ret | DIJ1 8 | DIJ2 Ret | CHA1 4 | CHA2 4 | ALB1 6  | ALB2 | BUG1 5 | BUG2 | LED1 9 | LED2 Ret | MAG3 6 | MAG4 5 | VDV1 10 | VDV2 8 | 9位  | 123      |
| 2000年 | LD Autosport    | ダラーラ F399   | ルノー   | NOG1 2 | NOG2 3 | MAG1 2  | MAG2 1 | PAU 4    | VDV1 1   | VDV2 5 | SPA1 8   | SPA2 9 | ALB    | BUG Ret | LED  |        |      |        |          |        |        |         |        | 3位  | 130      |
| 2001年 | Saulnier Racing | ダラーラ F399   | ルノー   | NOG1 9 | NOG2 1 | LED 1   | MAG 1  | VDV 3    | SPA1 1   | SPA2 1 | CET 4    | ALB 3  | BUG 1  | MAG 1   |      |        |      |        |          |        |        |         |        | 1位  | 191      |

- 太字はポールポジション、斜字はファステストラップ。

### ル・マン24時間レース
| 年     | チーム        | コ・ドライバー                        | 車両                     | クラス | 周回 | 総合順位 | クラス順位 |
| ------ | ------------- | ------------------------------------- | ------------------------ | ------ | ---- | -------- | ---------- |
| 2002年 | オート パレス | ギヨーム・ゴメス ローレン・カズナーヴ | フェラーリ・360モデナ GT | GT     | 119  | DNF      | DNF        |
| 2003年 | KONDO Racing  | 近藤真彦 片山右京                     | 童夢・S101-無限          | LMP900 | 322  | 13位     | 8位        |
| 2004年 | KONDO Racing  | 加藤寛規 道上龍                       | 童夢・S101-無限          | LMP1   | 206  | DNF      | DNF        |

### フォーミュラ・ニッポン
| 年     | チーム      | シャーシ     | エンジン    | タイヤ | 1     | 2       | 3     | 4       | 5      | 6   | 7   | 8   | 9   | 10  | 順位 | ポイント |
| ------ | ----------- | ------------ | ----------- | ------ | ----- | ------- | ----- | ------- | ------ | --- | --- | --- | --- | --- | ---- | -------- |
| 2003年 | TEAM 5ZIGEN | ローラ B3/51 | 無限・MF308 | B      | SUZ 7 | FSW Ret | MIN 6 | TRM Ret | SUZ 13 | SUG | FSW | MIN | TRM | SUZ | 14位 | 1        |

## 人物・エピソード
- モータースポーツの出会いは、クルマ好きの父に連れられ、兄と一緒にポケバイを始めた事から。その後はカートに転向するも、当初は野球に夢中でカートに興味を持っていなかったという。学校以外は福岡カートランドで走り込みをし、一番近いライバルである兄のタイムを破る頃から、カートの楽しさを知った[2]。
- 極度の人見知りを隠すための態度が、時に佐藤琢磨らとの比較で周囲に誤解を与えてしまう一面がある[2]。
- 人と話すのは好きだが、ステージの前に立って人前で喋るのは大の苦手としているが、ただ喋り始めたらキリがなくなるタイプとも語っている[10]。
- 1998年のクリスマス・イブに、母校である沖学園高校から｢体育館に200名くらいの学生が集まる中で自分だけの卒業式を開いてもらった｣事が今までで最高のクリスマスプレゼントだったと語っている[1]。